# 33910 Lestarge
33910 Lestarge este o planetă minoră (asteroid) din centura de asteroizi. A fost descoperită pe 5 iunie 2000 la Experimental Test Site⁠(d) de Lincoln Near-Earth Asteroid Research. 
Obiectul prezintă o orbită caracterizată de o semiaxă mare de 2,2096397 UAi, o excentricitate de 0,16, o înclinație de 4,27758 ° în raport cu ecliptica.